# 哈拉米霍縣
0°57′S 80°38′W / 0.950°S 80.633°W
哈拉米霍縣（西班牙語：Cantón Jaramijó），是厄瓜多爾的縣份，位於該國西部，由馬納比省負責管轄，面積97平方公里，2001年人口11,967，該縣份人口密度每平方公里123.37人。